# ウィルヘルム・ティセリウス
ウィルヘルム・ティセリウス(Arne Wilhelm Kaurin Tiselius,1902年8月10日 – 1971年10月29日)は、スウェーデン王国ストックホルム出身の生化学者。

## 生涯
早くに父をなくして家族とともにイェーテボリに移り、教育を受けた。ギムナジウムを1921年に卒業し、ウプサラ大学に入学し、化学を専攻した。ウプサラ大学で1925年からスヴェドベリの助手を務め、1930年にタンパク質の電気泳動法に関する研究によって博士号を取得。それから1935年までゼオライトにおける主成分の吸着と脱離に関するいくつかの論文を発表した。そしてこの研究によってプリンストン高等研究所でロックフェラー財団の研究奨励金を受けた。その後ウプサラ大学へと戻ってからは物理学的な手法を用いてタンパク質の生化学的な問題について研究し、電気泳動法をより綿密なものとした。
第二次世界大戦後の1948年に電気泳動の研究等でノーベル化学賞を受賞。その後スウェーデン化学界の発展に尽力し、1951年から1955年まで国際純正・応用化学連合の理事長を務めた。1957年王立協会外国人会員選出。1971年ウプサラで没。

## 受賞歴
- 1948年 ノーベル化学賞
- 1953年 センテナリー賞
- 1955年 フランクリン・メダル、アウグスト・ヴィルヘルム・フォン・ホフマン・メダル
- 1961年 パウル・カラー・ゴールドメダル